# کسنا لونگنووا
کِـسِـنا لونگِـنووا (چکی: Xena Longenová؛ ۳ اوت ۱۸۹۱ – ۲۳ مه ۱۹۲۸) بازیگر دوران سینمای صامت اهل جمهوری چک بود.
از فیلم‌هایی که وی در آن‌ها نقش داشته‌است، می‌توان به «معراج تونکا شیبنیتسه» اشاره نمود.